# Discographie de Blind Blake
Discographie complète de Blind Blake.
1926 Chicago
Juillet 1926, Leola Wilson (voix), Blind Blake (guitare)
- Dying Blues
- Ashley St Blues

Aout, octobre et novembre 1926, Blind Blake (voix et guitare)
- Early Morning Blues
- West Coast Blues
- Too Tight
- Blake's Worried Blues
- Come On Boys Let's Do That Messin' Around
- Tampa Bound
- Skeedle Loo Doo Blues
- Stonewall Street Blues

Novembre 1926, Leola Wilson (voix), Blind Blake (guitare)
- State Street Men Blues (avec Jimmy Blythe au piano)
- Down The Country
- Back Biting Bee Blues
- Wilson Dam

1927 Chicago
Mars, avril, octobre et novembre 1927, Blind Blake (voix et guitare)
- Bucktown Blues (avec Dad Nelson au kazoo)
- Black Dog Blues
- One Time Blues
- Bad Feelin' Blues
- Dry Bone Shuffle
- That Will Happen No More
- Brownskin Mama Blues
- Hard Road Blues
- Hey Hey Daddy Blues
- Sea Board Stomp
- You Gonna Quit Me Blues
- Steel Mill Blues
- Southern Rag
- He's In The Jailhouse Now (avec Gus Cannon au banjo)
- Wabash Rag

1928 Chicago
Avril 1928, Blind Blake (guitare), Johnny Dodds (clarinette), Jimmy Bertrand (voix et xylophone)
- Doggin' Me Mama Blues
- Hot Potatoes
- C.C. Pill Blues
- Southbound Rag

Mai 1928, Blind Blake (voix et guitare)
- Good-bye Mama Moan
- Tootie Blues
- That Lovin' I Crave
- That Lonesome Rave (avec Bertha Henderson pour la voix)
- Terrible Murder Blues (avec Bertha Henderson pour la voix)
- Leavin' Gal Blues (avec Bertha Henderson pour la voix)
- No Dough Blues
- Lead Hearted Blues (avec Bertha Henderson pour la voix)
- Let Your Love Come Down (Blind Blake au piano et Bertha Henderson pour la voix)
- Rumblin' And Ramblin' Boa Constrictor Blues
- Bootleg Rum Dum Blues
- Detroit Bound Blues

Mai 1928, Blind Blake (voix et guitare), Daniel Brown (voix), Tiny Parham (piano), inconnu (washboard)
- Beulah Land

Mai 1928, Blind Blake (voix, guitare et harmonica)
- Panther Squall Blues

Avril 1928, Blind Blake (guitare), Elzadie Robinson (voix), Johnny Dodds (clarinette)
- Pay Day Daddy Blues
- Elzadie's Policy Blues

Septembre 1928, Blind Blake (voix et guitare)
- Walkin' Across The Country
- Search Warrant Blues
- Rambin' Mama Blues
- New Style Of Loving
- Back Door Slam Blues
- Notoriety Woman Blues
- Cold Hearted Mama Blues
- Low Down Loving Gal
- Sweet Papa Low Down (Jimmy Bertrand au xylophone, inconnu au cornet à pistons, inconnu au piano)

1929 Richmond, Chicago et Grafton
Juin 1929, Blind Blake (guitare et voix), Alex Robinson (piano)
- Poker Woman Blues
- Doing A Stretch
- Fightin' The Jug
- Hookworm Blues
- Slippery Rag

Aout, septembre et octobre 1929
- Hastings Street (avec Charlie Spand au piano)
- Diddie Wah Diddie
- Too Tight Blues No 2
- Chump Man Blues
- Ice Man Blues
- Police Dog Blues
- I Was Afraid Of That (avec Aletha Dickerson au piano)
- Georgia Bound
- Keep It Home
- Sweet Jivin' Mama
- Lonesome Christmas Blues (avec Tiny Parham ou Aletha Dickerson au piano)
- Third Degree Blues (avec Tiny Parham ou Aletha Dickerson au piano)
- Guitar Chimes
- Blind Arthur's Breakdown
- Baby Lou Blues
- Cold Love Blues
- Papa Charlie And Blind Blake Talk About It Part 1 (avec Papa Charlie Jackson au banjo et au chant)
- Papa Charlie And Blind Blake Talk About It Part 2 (avec Papa Charlie Jackson au banjo et au chant)

1930 Grafton
Mai 1930, Blind Blake (guitare), 'Chocolate Brown' Irene Scruggs (voix)
- Stingaree Man Blues
- Itching Heel
- You've Got What I Want
- Cherry Hill Blues

Mai et décembre 1930, Blind Blake (voix et guitare)
- Diddie Wah Diddie No 2
- Hard Pushin' Papa
- What A Lowdown Place The Jailhouse Is
- Ain't Gonna Do That No More
- Playing Policy Blues
- Righteous Blues

1931, Grafton
Mai et octobre 1931, Blind Blake (voix et guitare)
- Fancy Tricks (avec Laura Rucker pour la voix)
- Night And Day Blues
- Sun To Sun
- Rope Stretchin' Blues Part 1
- Rope Stretchin' Blues Part 2

1932, Grafton
Juin 1932, Blind Blake (voix et guitare)
- Champagne Charlie Is My Name
- Depression's Gone From Me Blues

## Référence
Cette liste est tirée de la compilation "Blind Blake All The Published Sides"